# Nomen nudum

L'appellation nomen nudum (au pluriel nomina nuda) est une expression écrite latine (toujours donnée en italiques) appartenant au vocabulaire nomenclatural botanique et zoologique, relativement imprécise et souvent employée à la place de nomen invalidum. Elle désigne un nom de nouveau taxon frappé d'invalidité et ne pouvant servir de nom scientifique binominal, faute d'avoir été publié avec une description ni illustration adéquate.
Le Code international de nomenclature zoologique en donne cette définition :
| « nomen nudum (pl. nomina nuda), n. A Latin term referring to a name that, if published before 1931, fails to conform to Article 12; or, if published after 1930, fails to conform to Article 13. […] » | « nomen nudum (pl. nomina nuda), n. Un terme latin se référant à un nom qui, s'il a été publié avant 1931, n'est pas conforme à l'article 12 ; ou, s'il a été publié après 1930, n'est pas conforme à l'article 13. […] » |

Le Code international de nomenclature botanique en donne cette définition :
| « nomen nudum (nom. nud.). A designation of a new taxon published without a description or diagnosis or reference to a description or diagnosis (Art. 38 Ex. 1, Rec. 50B). » | « nomen nudum (nom. nud.). Une désignation d'un nouveau taxon publié sans description ni diagnose ou sans référence à une description ou à une diagnose (Art. 38 Ex. 1, Rec. 50B). » |

Cette expression fait référence à la célèbre sentence de Bernard de Cluny (citée par Umberto Eco dans Le Nom de la rose): « Stat rosa pristina nomine nomina nuda tenemus ». Cette phrase se place dans la querelle médiévale entre nominalistes et réalistes: quelle est la valeur d'un nom (substantif) si la chose (l'objet) qu'il désigne n'existe pas? En l'occurrence, à l'époque où les seules roses connues ne fleurissaient qu'au mois de mai, que désigne le nom « rose » pendant tous les mois où aucune rose n'existe? Un tel nom était appelé nomen nudum, c'est-à-dire « nom nu », ou peut-être plus exactement « nom vide », un nom qui ne désigne aucun objet existant. Un tel nom a-t-il vraiment un sens?
Une autre expression insuffisamment codifiée est « nomen subnudum » désignant un nom dont la validité est douteuse ou critique, notamment l'absence de la diagnose latine ou la désignation du type. On utilisera simplement à la place nomen invalidum.
On appelle donc nomen nudum, tout nom publié non accompagné d'un texte acceptable comme diagnose ou d'un élément équivalent (figure montrant des détails aidant à l'identification). Cette notion remonte à la seconde version du Code de Nomenclature (Vienne, 1905) où elle apparait explicitement dans un article (p. 26, dans l'énoncé de l'Art. 38). Elle en disparait très tôt, tout en continuant à être utilisée par les spécialistes jusqu'à nos jours.
Un nom publié accompagné d'une diagnose non latine à partir du 01.01.1935 n'est pas valide. Un tel nom n'est pas un nomen nudum. De même, un nom publié accompagné seulement d'une figure montrant des détails aidant à l'identification n'est pas un nomen nudum. Il est valide s'il a été publié avant le 01.01.1908. La recommandation 50B du Code de Nomenclature précise : en citant un nomen nudum, on devrait indiquer son statut en ajoutant nomen nudum ou nom. nud. Exemple : Carex bebbii (Olney, Car. Bor.-Am. 2 :12. 1871), publié sans diagnose ni description, devrait être cité comme Carex bebbii Olney, nom. nud.

## Source
- (en) Cet article est partiellement ou en totalité issu de l’article de Wikipédia en anglais intitulé « Nomen nudum » (voir la liste des auteurs).